# Tenisová sezóna Rogera Federera 2009
Tenisová sezóna Rogera Federera 2009 znamenala pro švýcarského tenistu zisk dvou Grand Slamů, když ve finále French Open zdolal Švéda Robina Söderlinga 6–4, 7–6, 7–6 a zkompletoval tak jako šestý hráč historie kariérní grandslam – vítězství ze všech čtyř majorů. Po dvou letech opět triumfoval ve Wimbledonu, v němž po výhře nad Američanem Andym Roddickem v pěti setech 5–7, 7–6, 7–6, 3–6 a 16–14, slavil šestou turnajovou trofej. Titul mu zajistil návrat na pozici světové jedničky, kterou do konce roku neopustil. Celkově také získal rekordní 15. grandslam kariéry, čímž překonal 14 titulů Peta Samprase a v tomto parametru se stal nejúspěšnějším mužským tenistou historie.
Ze dvou zbylých událostí „velké čtyřky“ odešel jako poražený finalista. Na melbournském Australian Open podlehl španělskému hráči Rafaelu Nadalovi a na závěrečném US Open jeho sérii pěti titulů v řadě ukončil Argentinec Juan Martín del Potro.
V sérii Masters proměnil dvě finálové účasti ve vítězství. Na Madrid Open hraném premiérově na antukových dvorcích si poradil s Rafaelem Nadalem. Na tvrdém povrchu letního Cincinnati Masters přehrál Srba Novaka Djokoviće. V rámci třetí nejvyšší kategorie ATP 500 Series podlehl jako trojnásobný obhájce titulu ve finále Swiss Open Djokovićovi.
Na závěrečném Turnaji mistrů se probojoval do semifinále, v němž skončil na raketě ruského hráče a pozdějšího vítěze Nikolaje Davyděnka ve třech setech. V konečné klasifikaci ATP se po roční pauze vrátil na 1. místo, když vystřídal Rafaela Nadala.
Popáté v kariéře se stal mistrem světa ITF a nejlepším hráčem okruhu ATP.

## Přehled sezóny

### Zimní sezóna na tvrdém povrchu
V rámci přípravy na úvodní grandslam sezóny odehrál dvě exhibice a jeden turnaj okruhu ATP Tour. Na arabské exhibiční události Capitala World Tennis Championship v Abú Dhabí vypadl v semifinále s Andym Murrayem. V semifinálové fázi turnaje Qatar ExxonMobil Open konaného v Dauhá, jenž se uskutečnil v rámci nově kategorie ATP World Tour 250, nestačil opět na skotského tenistu Murrayho. Přípravnou exhibici v dějišti grandslamu AAMI Classic vyhrál, když ve finále zdolal krajana Stanislase Wawrinku.

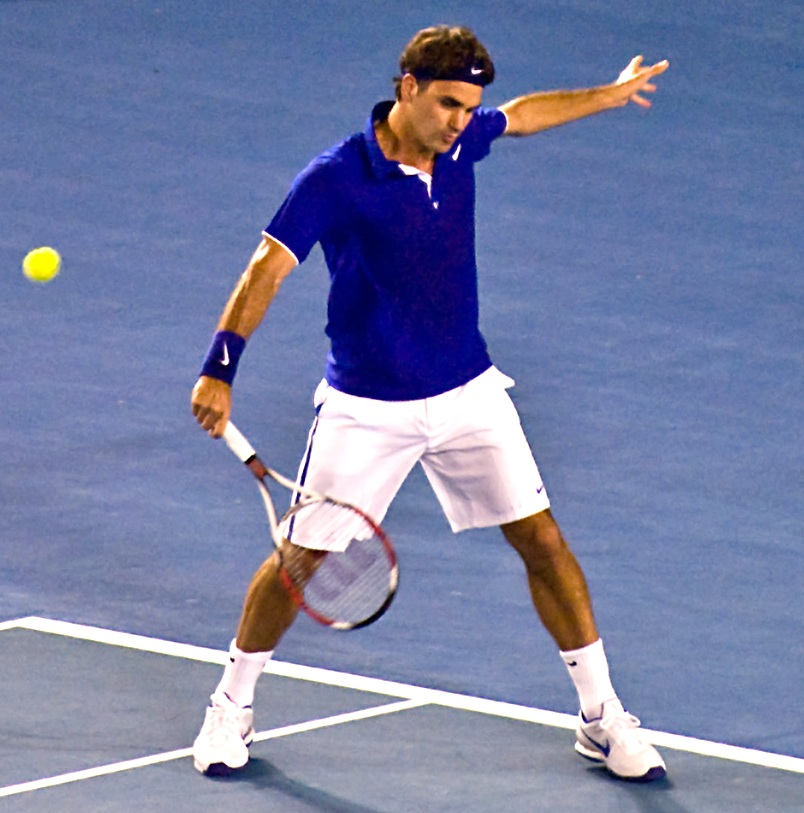
Na cestě do finále Australian Open

Jako první nasazený se probojoval do čtvrtého kola Australian Open bez ztráty setu. Po výhře nad Rusem Maratem Safinem narazil v osmifinále na českého tenistu Tomáše Berdycha. Ten vstoupil do utkání lépe, když vedl již 2–0 na sety. Švýcar přesto dokázal vývoj otočit a zvítězit 4–6, 6–7, 6–4, 6–4 a 6–2. Za osmdesát minut pak ve čtvrtfinále deklasoval osmého nasazeného Argentince Juana Martína del Potra poměrem 6–3, 6–0, 6–0. Připsal si tak rekordní 19. semifinálovou účast na Grand Slamu v řadě, což se dosud jinému hráči nepodařilo. Poté, co v semifinále přešel přes Andyho Roddicka, v boji o titul na něj čekal největší rival této éry Rafael Nadal. Ve svém osmnáctém grandslamovém finále odešel z kurtu poražen v pěti setech 5–7, 6–3, 6–7, 6–3 a 2–6, když délka střetnutí přesáhla čtyři hodiny. Vůbec poprvé podlehl Španělovi na tvrdém povrchu během události „velké čtyřky“. Při závěrečném ceremoniálu měl Federer „slzy na krajíčku“, když ve svém proslovu bojoval s dojetím. Za příčinu své porážky označil nedostatečnou koordinaci při prvním servisu.
Zádové poranění, které si přivodil na konci roku 2008, jej vyřadilo z dalšího turnaje Barclays Dubai Tennis Championships a také účasti v prvním kole Davisova poháru proti Spojeným státům. Informaci o přerušení sezóny oznámil po preventivní prohlídce, jež měla zjistit, zda „jsou záda zcela v pořádku … na zbytek sezóny 2009“. Tenistův agent Tony Godsick dne 4. března uvedl, že se Federerova dubajského tréninku zkušebně účastnil australský kouč Darren Cahill. O týden později se Cahill rozhodl nepodílet na Švýcarově přípravě, když nesouhlasil se závazkem smlouvy doprovázet jej na turnajích.
Federer se na dvorce vrátil dvěma březnovými Mastersy. Na prvním z nich, kalifornském BNP Paribas Open v Indian Wells, jej v semifinále vyřadil Andy Murray. Na následném Sony Ericsson Open v Key Biscayne prošel úvodními třemi duely bez ztráty setu. Skončil opět v semifinálové fázi, tentokrát na raketě Srba Novaka Djokoviće 6–4, 3–6 a 3–6. Frustrovaný během utkání zlomil raketu, když jeho nabíhaný forhend skončil na pásce. Jednalo se o stejný úder, kterým neúspěšně zakončil finále Wimbledonu 2008.

### Antuková sezóna
Přes původní rozhodnutí nestartovat na Monte-Carlo Rolex Masters, na poslední chvíli přijal divokou kartu a nastoupil ke svému premiérovému turnaji sezóny na antuce. Poprvé na monacké události prohrál již ve třetím kole, když nestačil na daviscupového kolegu Stanislase Wawrinku.
Na římském Internazionali BNL d'Italia podlehl poprvé na antukovém povrchu Djokovićovi, který ho zdolal mezi posledními čtyřmi hráči 4–6, 6–3 a 6–3.
Do madridského Mutua Madrilena Madrid Open vstupoval s výhodou volného losu. Třetí a poslední šanci na zisk titulu z antukového Mastersu využil, když po výhrách nad Roddickem a del Potrem, ve finále přehrál Rafaela Nadala 6–4 a 6–4. Ukončil tím Španělovu 33zápasovou neporazitelnost na antuce. Podruhé mu také překazil možnost, stát se prvním tenistou, jenž by triumfoval na všech třech antukových Mastersech v roce.
Na pařížském grandslamu French Open vydřel osmifinálové vítězství proti Němci Tommymu Haasovi, s nímž po dvou nezvládnutých tiebreacích prohrával 0–2 na sety. Poté na jeho raketě skončil Francouz Gaël Monfils. V rekordním 20. semifinále Grand Slamu za sebou si poradil s Argentincem Juanem Martínem del Potrem. Ve finále na něj po třech letech nečekal Nadal, ale švédský hráč Robin Söderling, jemuž uštědřil třísetovou porážku 6–1, 7–6 a 6–4. Získal tak první titul na Roland Garros a jako šestý tenista historie zkompletoval kariérní grandslam – výhru na všech turnajích velké čtyřky. V počtu grandslamových titulů se čtrnáctým triumfem dotáhl na rekordní zápis Američana Peta Samprase a devatenáctou finálovou účastí se vyrovnal nejlepšímu v této statistice, Čechoameričanovi Ivanu Lendlovi.

### Sezóna na trávě
V důsledku vítězného dojetí a únavy z Roland Garros se odhlásil z tradiční wimbledonské přípravy, německého turnaje Gerry Weber Open.
Prvním turnajem na trávě se tak stal až londýnský Wimbledon, kam přijížděl v roli nejvýše nasazeného. Světová jednička Nadal se odhlásila pro zánět šlachy. Na šestizápasové cestě do finále Federer přehrál Tchajwance Lu Jan-suna, Španěla Guillerma Garcíu-Lópeze, Němce Philippa Kohlschreibera, který mu na turnaji sebral první set. Mezi poslední šestnáctkou jej v repríze pařížského finále nezastavil Söderling a po výhře nad Chorvatem s dělovým servisem Ivem Karlovićem pronikl do svého 21. semifinále Grand slamu v řadě. V něm porazil německého zástupce Tommy Haase. Vytvořil tak wimbledonský rekord, když se posedmé za sebou probojoval do finále. Současně se stal prvním tenistou historie, který si dvacetkrát zahrál finále dvouhry na Grand Slamu. V boji o titul mu potřetí na londýnském pažitu zkřížil cestu Američan Andy Roddick. Pětisetová bitva trvající čtyři hodiny a sedmnáct minut skončila šťastněji pro Federera, ktetý soupeře soupeře udolal výsledkem 5–7, 7–6, 7–6, 3–6 a 16–14.

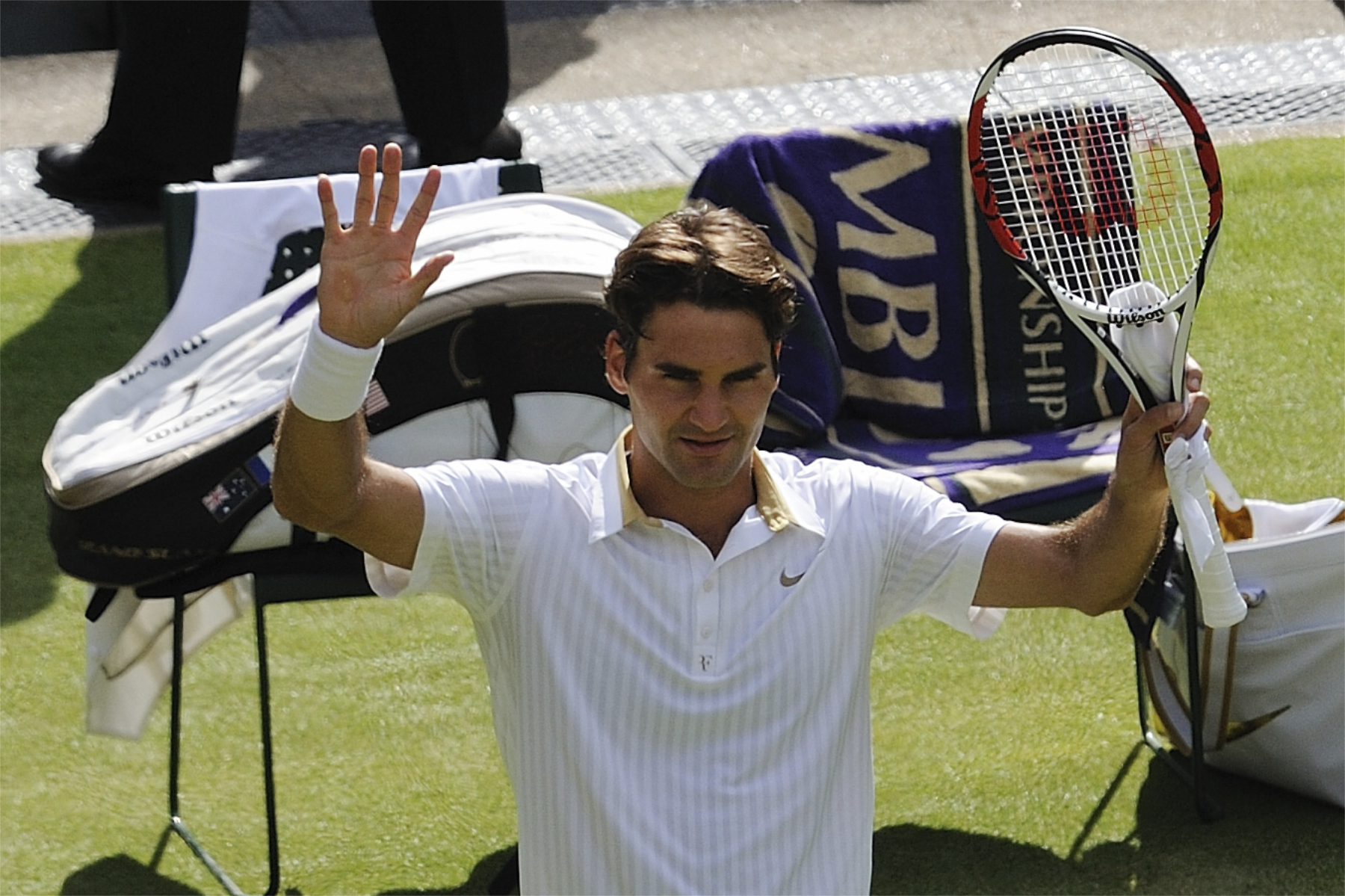
Ve Wimbledonu získal šestý titul

V následné pondělní klasifikaci ze 6. července vystřídal Nadala na čele žebříčku ATP. Pozici světové jedničky, již do konce sezóny neopustil. Celkový počet 30 her v pátém setu byl také novým rekordem Grand Slamu. Do historických statistik se duel zapsal jako do té doby nejdelší grandslamové finále mužské dvouhry se 77 gamy, když poslední rozhodující sada trvala rekordních 95 minut. Americká televizní stanice ESPN utkání nazvala „právě probíhající klasikou“ (instant classic). Ve Velké Británii finále zaznamenalo nejvyšší televizní rating u jakéhokoli wimbledonského finále od roku 2001. Triumfem se Švýcar stal čtvrtým hráčem otevřené éry tenisu, jemuž se podařilo dosáhnout na tzv. Channel Slam, tj. tituly z French Open a Wimbledonu během jednoho kalendářního roku. Doplnil tak trojici Rafael Nadal (2008), Björn Borg (1978–1980) a Rod Laver (1969). Spolu s Nadalem drželi jako jediní dva hráči současně grandslamové tituly z antuky, trávy a tvrdého povrchu (Federer byl úřadujícím šampiónem US Open 2008, French Open 2009 a Wimbledonu 2009).

### Letní sezóna na amerických betonech
První utkání po pětitýdenní přestávce odehrál ve druhém kole kanadského Mastersu Rogers Cup, v němž přešel přes Kanaďana Frédérica Niemeyera. Po postupu přes Stanislase Wawrinku, když musel ve druhé sadě dotahovat třígamovou ztrátu, mu stopku mezi posledními osmi vystavil francouzský hráč Jo-Wilfried Tsonga těsnou výhrou 7–6, 1–6 a 7–6. V rozhodujícím setu přitom Švýcar prohospodařil náskok čtyř her. Daný ročník Canada Masters se zapsal do historie tenisu, jakožto první singlový turnaj, na němž všech osm nejvýše postavených tenistů žebříčku postoupilo do čtvrtfinále. Zbylými šesti hráči byli Nadal, Murray, Djoković, Roddick a del Potro.
Druhou událostí letní série US Open se stal tradiční Masters Cincinnati Open, kde si v úvodních třech kláních poradil s Argentincem José Acasusem, Španělem Davidem Ferrerem a bývalou světovou jedničkou Lleytonem Hewittem. V semifinále oplatil prohry z úvodu sezóny Skotovi Andymu Murraymu a po finálové výhře 6–1, 7–5 nad Novakem Djokovićem slavil čtvrtý a poslední titul roku, celkově 61. kariérní.

V roli turnajové jedničky a pětinásobného obhájce titulu přijížděl na grandslam US Open, kde v úvodním kole bez potíží zdolal amerického hráče Devina Brittona. Poté si poradil s Němcem Simonem Greulem a ve třetí fázi mu první set na turnaji odebral Hewitt. Po tomto duelu měl Federer s Australanem aktivní bilanci vzájemných utkání 16–7, z toho posledních 14 zápasů bez porážky. V osmifinále zdolal bez zaváhání španělského antukáře Tommyho Robreda a potřetí za sebou na Grand Slamu porazil Robina Söderlinga, tentokrát ve čtyřsetovém čtvrtfinále. Mezi posledními čtyřmi tenisty na něj nestačil Srb Novak Djoković, když vítězný míček na mečbol zahrál mezi nohama. Tento bod poté označil za „… nejlepší míč, který jsem v životě zahrál“. Do 21. grandslamového finále nastupoval jako favorit proti Juanu Martínovi del Potrovi. Z pětisetové bitvy nakonec odešel poražen výsledkem 6–3, 6–7, 6–4, 6–7 a 2–6. Skončila tak jeho 40zápasová neporazitelnost na newyorském majoru. Del Potro se stal po Nadalovi druhým tenistou, který dokázal Švýcara přehrát ve finále Grand Slamu.

### Podzimní halová sezóna
V polovině září odcestoval se švýcarským týmem do Janova, kde na antuce přispěl dvěma body k vítězství v baráži Světové skupiny Davisova poháru proti Itálii. První výhry na otevřených dvorcích oddílu Valletta Cambiaso Club dosáhl nad Simonem Bolellim. Druhým bodem z utkání proti Potitu Staracemu dopomohl k záchraně Švýcarů v elitní skupině soutěže i pro následující ročník. Po zápasu prohlásil: „Předvedl jsem velmi dobrou hru. Nutně ale potřebuju pauzu. Mám potíže s nohou a paží — všechno bolí. A mám také v plánu hlídání dětí“. Následně se odhlásil ze dvou asijských událostí, tokijského Japan Open a šanghajského Shanghai ATP Masters 1000.
Závěrečnou halovou část roku rozehrál až počátkem listopadu na Davidoff Swiss Indoors v rodné Basileji. Na cestě do svého sedmého finále sezóny prošel po výhrách nad Belgičanem Olivierem Rochusem, Italem Andreasem Seppim, Kazachem Jevgenijem Koroljevem. V semifinále si poradil s krajanem a přítelem z dětství Marcem Chiudinellim. V boji o titul jej stejně jako v Miami a Římě porazil Srb Novak Djoković po setech 4–6, 6–4 a 2–6.

Dalším turnajem se stal Paris Masters, kde v posledních šesti letech nikdy nepřešel čtvrtfinále. Po volném losu se ve druhém kole utkal s Francouzem Julienem Benneteauem, který ukončil jeho krátké pařížské účinkování.
Poslední událostí roku se již tradičně stal Turnaj mistrů premiérově konaný v britské metropoli Londýně. V základní skupině přehrál Fernanda Verdasca a Andyho Murrayho, čímž si zajistil konečnou prvnípříčku ve světové klasifikaci ATP. Ve třetím duelu podruhé v řadě podlehl del Potrovi, ale dostatečný počet získaných gamů mu stačil k postupu do semifinále. V něm pak prohrál s vítězem turnaje Nikolajem Davyděnkem. Výhra pro ruského tenistu představovala první Federerovu porážku ze třinácti vzájemných zápasů.
V sezóně tak Švýcar dosáhl na tři hlavní cíle. Zakončil rok na 1. místě žebříčku ATP, patnáctou trofejí překonal rekordních 14 grandslamových titulů Peta Samprase a podařilo se mu zkompletovat kariérní Grand Slam výhrou na Roland Garros.

## Přehled utkání

### Grand Slam
| turnaj          | fáze        | stav       | soupeř                 | výsledek                            |
| --------------- | ----------- | ---------- | ---------------------- | ----------------------------------- |
| Australian Open | 1. kolo     | výhra      | Andreas Seppi          | 6–1, 7–6(7–4), 7–5                  |
| Australian Open | 2. kolo     | výhra      | Jevgenij Koroljov      | 6–2, 6–3, 6–1                       |
| Australian Open | 3. kolo     | výhra      | Marat Safin            | 6–3, 6–2, 7–6(7–5)                  |
| Australian Open | 4. kolo     | výhra      | Tomáš Berdych          | 4–6, 6–7(6–8), 6–4, 6–4, 6–2        |
| Australian Open | čtvrtfinále | výhra      | Juan Martín del Potro  | 6–3, 6–0, 6–0                       |
| Australian Open | semifinále  | výhra      | Andy Roddick           | 6–2, 7–5, 7–5                       |
| Australian Open | finále      | prohra     | Rafael Nadal           | 5–7, 6–3, 6–7(3-7), 6–3, 2–6        |
| French Open     | 1. kolo     | výhra      | Alberto Martín         | 6–4, 6–3, 6–2                       |
| French Open     | 2. kolo     | výhra      | José Acasuso           | 7–6(10–8), 5–7, 7–6(7–2), 6–2       |
| French Open     | 3. kolo     | výhra      | Paul-Henri Mathieu     | 4–6, 6–1, 6–4, 6–4                  |
| French Open     | 4. kolo     | výhra      | Tommy Haas             | 6–7(4–7), 5–7, 6–4, 6–0, 6–2        |
| French Open     | čtvrtfinále | výhra      | Gaël Monfils           | 7–6(8–6), 6–2, 6–4                  |
| French Open     | semifinále  | výhra      | Juan Martín del Potro  | 3–6, 7–6(7–2), 2–6, 6–1, 6–4        |
| French Open     | finále      | vítěz (14) | Robin Söderling        | 6–1, 7–6(7–1), 6–4                  |
| Wimbledon       | 1. kolo     | výhra      | Lu Jan-sun             | 7–5, 6–3, 6–2                       |
| Wimbledon       | 2. kolo     | výhra      | Guillermo García-López | 6–2, 6–2, 6–4                       |
| Wimbledon       | 3. kolo     | výhra      | Philipp Kohlschreiber  | 6–3, 6–2, 6–7(5–7), 6–1             |
| Wimbledon       | 4. kolo     | výhra      | Robin Söderling        | 6–4, 7–6(7–5), 7–6(7–5)             |
| Wimbledon       | čtvrtfinále | výhra      | Ivo Karlović           | 6–3, 7–5, 7–6(7–3)                  |
| Wimbledon       | semifinále  | výhra      | Tommy Haas             | 7–6(7–3), 7–5, 6–3                  |
| Wimbledon       | finále      | vítěz (15) | Andy Roddick           | 5–7, 7–6(8–6), 7–6(7–5), 3–6, 16–14 |
| US Open         | 1. kolo     | výhra      | Devin Britton          | 6–1, 6–3, 7–5                       |
| US Open         | 2. kolo     | výhra      | Simon Greul            | 6–3, 7–5, 7–5                       |
| US Open         | 3. kolo     | výhra      | Lleyton Hewitt         | 4–6, 6–3, 7–5, 6–4                  |
| US Open         | 4. kolo     | výhra      | Tommy Robredo          | 7–5, 6–2, 6–2                       |
| US Open         | čtvrtfinále | výhra      | Robin Söderling        | 6–0, 6–3, 6–7(6–8), 7–6(8–6)        |
| US Open         | semifinále  | výhra      | Novak Djoković         | 7–6 (7–3), 7–5, 7–5                 |
| US Open         | finále      | prohra     | Juan Martín del Potro  | 6–3, 6–7(5–7), 6–4, 6–7(4–7), 2–6   |

### ATP Tour

#### Dvouhra: 73 (61–12)
| utkání | turnaj                | stát        | datum | kat. | místo | povrch | fáze       | soupeř                 | stav   | výsledek                            |
| 767. | Dauhá                 | Katar       | 1/5   | 250  | venku | tvrdý  | 32 v kole  | Potito Starace         | výhra  | 6–2, 6–2                            |
| 768. | Dauhá                 | Katar       | 1/5   | 250  | venku | tvrdý  | 16 v kole  | Andreas Seppi          | výhra  | 6–3, 6–3                            |
| 769. | Dauhá                 | Katar       | 1/5   | 250  | venku | tvrdý  | QF         | Philipp Kohlschreiber  | výhra  | 6–2, 7–6(8–6)                       |
| 770. | Dauhá                 | Katar       | 1/5   | 250  | venku | tvrdý  | SF         | Andy Murray            | prohra | 7–6(8–6), 2–6, 2–6                  |
| 771. | Australian Open       | Austrálie   | 1/19  | GS   | venku | tvrdý  | 128 v kole | Andreas Seppi          | výhra  | 6–1, 7–6(7–4), 7–5                  |
| 772. | Australian Open       | Austrálie   | 1/19  | GS   | venku | tvrdý  | 64 v kole  | Jevgenij Koroljev      | výhra  | 6–2, 6–3, 6–1                       |
| 773. | Australian Open       | Austrálie   | 1/19  | GS   | venku | tvrdý  | 32 v kole  | Marat Safin            | výhra  | 6–3, 6–2, 7–6(7–5)                  |
| 774. | Australian Open       | Austrálie   | 1/19  | GS   | venku | tvrdý  | 16 v kole  | Tomáš Berdych          | výhra  | 4–6, 6–7(4–7), 6–4, 6–4, 6–2        |
| 775. | Australian Open       | Austrálie   | 1/19  | GS   | venku | tvrdý  | QF         | Juan Martín del Potro  | výhra  | 6–3, 6–0, 6–0                       |
| 776. | Australian Open       | Austrálie   | 1/19  | GS   | venku | tvrdý  | SF         | Andy Roddick           | výhra  | 6–2, 7–5, 7–5                       |
| 777. | Australian Open       | Austrálie   | 1/19  | GS   | venku | tvrdý  | Finále     | Rafael Nadal           | prohra | 5–7, 6–3, 6–7(3–7), 6–3, 2–6        |
| — | Indian Wells Masters  | USA         | 3/12  | 1000 | venku | tvrdý  | 128 v kole | volný los              | –      |                                     |
| 778. | Indian Wells Masters  | USA         | 3/12  | 1000 | venku | tvrdý  | 64 v kole  | Marc Gicquel           | výhra  | 7–6(7–4), 6–4                       |
| 779. | Indian Wells Masters  | USA         | 3/12  | 1000 | venku | tvrdý  | 32 v kole  | Ivo Karlović           | výhra  | 7–6(7–4), 6–3                       |
| 780. | Indian Wells Masters  | USA         | 3/12  | 1000 | venku | tvrdý  | 16 v kole  | Fernando González      | výhra  | 6–3, 5–7, 6–2                       |
| 781. | Indian Wells Masters  | USA         | 3/12  | 1000 | venku | tvrdý  | QF         | Fernando Verdasco      | výhra  | 6–3, 7–6(7–5)                       |
| 782. | Indian Wells Masters  | USA         | 3/12  | 1000 | venku | tvrdý  | SF         | Andy Murray            | prohra | 3–6, 6–4, 1–6                       |
| — | Miami Masters         | USA         | 3/25  | 1000 | venku | tvrdý  | 128 v kole | volný los              | –      |                                     |
| 783. | Miami Masters         | USA         | 3/25  | 1000 | venku | tvrdý  | 64 v kole  | Kevin Kim              | výhra  | 6–3, 6–2                            |
| 784. | Miami Masters         | USA         | 3/25  | 1000 | venku | tvrdý  | 32 v kole  | Nicolas Kiefer         | výhra  | 6–4, 6–1                            |
| 785. | Miami Masters         | USA         | 3/25  | 1000 | venku | tvrdý  | 16 v kole  | Taylor Dent            | výhra  | 6–3, 6–2                            |
| 786. | Miami Masters         | USA         | 3/25  | 1000 | venku | tvrdý  | QF         | Andy Roddick           | výhra  | 6–3, 4–6, 6–4                       |
| 787. | Miami Masters         | USA         | 3/25  | 1000 | venku | tvrdý  | SF         | Novak Djoković         | prohra | 6–3, 2–6, 3–6                       |
| — | Monte Carlo Masters   | Monako      | 4/12  | 1000 | venku | antuka | 64 v kole  | volný los              | –      |                                     |
| 788. | Monte Carlo Masters   | Monako      | 4/12  | 1000 | venku | antuka | 32 v kole  | Andreas Seppi          | výhra  | 6–4, 6–4                            |
| 789. | Monte Carlo Masters   | Monako      | 4/12  | 1000 | venku | antuka | 16 v kole  | Stanislas Wawrinka     | prohra | 4–6, 5–7                            |
| — | Rome Masters          | Itálie      | 4/27  | 1000 | venku | antuka | 64 v kole  | volný los              | –      |                                     |
| 790. | Rome Masters          | Itálie      | 4/27  | 1000 | venku | antuka | 32 v kole  | Ivo Karlović           | výhra  | 6–4, 6–4                            |
| 791. | Rome Masters          | Itálie      | 4/27  | 1000 | venku | antuka | 16 v kole  | Radek Štěpánek         | výhra  | 6–4, 6–1                            |
| 792. | Rome Masters          | Itálie      | 4/27  | 1000 | venku | antuka | QF         | Mischa Zverev          | výhra  | 7–6(7–3), 6–2                       |
| 793. | Rome Masters          | Itálie      | 4/27  | 1000 | venku | antuka | SF         | Novak Djoković         | prohra | 6–4, 3–6, 3–6                       |
| — | Madrid Masters        | Španělsko   | 5/10  | 1000 | venku | antuka | 64 v kole  | volný los              | –      |                                     |
| 794. | Madrid Masters        | Španělsko   | 5/10  | 1000 | venku | antuka | 32 v kole  | Robin Söderling        | výhra  | 6–1, 7–5                            |
| 795. | Madrid Masters        | Španělsko   | 5/10  | 1000 | venku | antuka | 16 v kole  | James Blake            | výhra  | 6–2, 6–4                            |
| 796. | Madrid Masters        | Španělsko   | 5/10  | 1000 | venku | antuka | QF         | Andy Roddick           | výhra  | 7–5, 6–7(5–7), 6–1                  |
| 797. | Madrid Masters        | Španělsko   | 5/10  | 1000 | venku | antuka | SF         | Juan Martín del Potro  | výhra  | 6–3, 6–4                            |
| 798. | Madrid Masters        | Španělsko   | 5/10  | 1000 | venku | antuka | Finále     | Rafael Nadal           | vítěz  | 6–4, 6–4                            |
| 799. | Roland Garros         | Francie     | 5/25  | GS   | venku | antuka | 128 v kole | Alberto Martín         | výhra  | 6–4, 6–3, 6–2                       |
| 800. | Roland Garros         | Francie     | 5/25  | GS   | venku | antuka | 64 v kole  | José Acasuso           | výhra  | 7–6(10–8), 5–7, 7–6(7–2), 6–2       |
| 801. | Roland Garros         | Francie     | 5/25  | GS   | venku | antuka | 32 v kole  | Paul-Henri Mathieu     | výhra  | 4–6, 6–1, 6–4, 6–4                  |
| 802. | Roland Garros         | Francie     | 5/25  | GS   | venku | antuka | 16 v kole  | Tommy Haas             | výhra  | 6–7(4–7), 5–7, 6–4, 6–0, 6–2        |
| 803. | Roland Garros         | Francie     | 5/25  | GS   | venku | antuka | QF         | Gaël Monfils           | výhra  | 7–6(8–6), 6–2, 6–4                  |
| 804. | Roland Garros         | Francie     | 5/25  | GS   | venku | antuka | SF         | Juan Martín del Potro  | výhra  | 3–6, 7–6(7–2), 2–6, 6–1, 6–4        |
| 805. | Roland Garros         | Francie     | 5/25  | GS   | venku | antuka | Finále     | Robin Söderling        | vítěz  | 6–1, 7–6(7–1), 6–4                  |
| 806. | Wimbledon             | V. Británie | 6/22  | GS   | venku | tráva  | 128 v kole | Lu Jan-sun             | výhra  | 7–5, 6–3, 6–2                       |
| 807. | Wimbledon             | V. Británie | 6/22  | GS   | venku | tráva  | 64 v kole  | Guillermo García-López | výhra  | 6–2, 6–2, 6–4                       |
| 808. | Wimbledon             | V. Británie | 6/22  | GS   | venku | tráva  | 32 v kole  | Philipp Kohlschreiber  | výhra  | 6–3, 6–2, 6–7(5–7), 6–1             |
| 809. | Wimbledon             | V. Británie | 6/22  | GS   | venku | tráva  | 16 v kole  | Robin Söderling        | výhra  | 6–4, 7–6(7–5), 7–6(7–5)             |
| 810. | Wimbledon             | V. Británie | 6/22  | GS   | venku | tráva  | QF         | Ivo Karlović           | výhra  | 6–3, 7–5, 7–6(7–3)                  |
| 811. | Wimbledon             | V. Británie | 6/22  | GS   | venku | tráva  | SF         | Tommy Haas             | výhra  | 7–6(7–3), 7–5, 6–3                  |
| 812. | Wimbledon             | V. Británie | 6/22  | GS   | venku | tráva  | Finále     | Andy Roddick           | vítěz  | 5–7, 7–6(8–6), 7–6(7–5), 3–6, 16–14 |
| — | Canada Masters        | Kanada      | 8/10  | 1000 | venku | tvrdý  | 64 v kole  | volný los              | –      |                                     |
| 813. | Canada Masters        | Kanada      | 8/10  | 1000 | venku | tvrdý  | 32 v kole  | Frédéric Niemeyer      | výhra  | 7–6(7–3), 6–4                       |
| 814. | Canada Masters        | Kanada      | 8/10  | 1000 | venku | tvrdý  | 16 v kole  | Stanislas Wawrinka     | výhra  | 6–3, 7–6(7–5)                       |
| 815. | Canada Masters        | Kanada      | 8/10  | 1000 | venku | tvrdý  | QF         | Jo-Wilfried Tsonga     | prohra | 6–7(5–7), 6–1, 6–7(3–7)             |
| — | Cincinnati Masters    | USA         | 8/16  | 1000 | venku | tvrdý  | 64 v kole  | volný los              | –      |                                     |
| 816. | Cincinnati Masters    | USA         | 8/16  | 1000 | venku | tvrdý  | 32 v kole  | José Acasuso           | výhra  | 6–3, 7–5                            |
| 817. | Cincinnati Masters    | USA         | 8/16  | 1000 | venku | tvrdý  | 16 v kole  | David Ferrer           | výhra  | 3–6, 6–3, 6–4                       |
| 818. | Cincinnati Masters    | USA         | 8/16  | 1000 | venku | tvrdý  | QF         | Lleyton Hewitt         | výhra  | 6–3, 6–4                            |
| 819. | Cincinnati Masters    | USA         | 8/16  | 1000 | venku | tvrdý  | SF         | Andy Murray            | výhra  | 6–2, 7–6(10–8)                      |
| 820. | Cincinnati Masters    | USA         | 8/16  | 1000 | venku | tvrdý  | Finále     | Novak Djoković         | vítěz  | 6–1, 7–5                            |
| 821. | US Open               | USA         | 8/31  | GS   | venku | tvrdý  | 128 v kole | Devin Britton          | výhra  | 6–1, 6–3, 7–5                       |
| 822. | US Open               | USA         | 8/31  | GS   | venku | tvrdý  | 64 v kole  | Simon Greul            | výhra  | 6–3, 7–5, 7–5                       |
| 823. | US Open               | USA         | 8/31  | GS   | venku | tvrdý  | 32 v kole  | Lleyton Hewitt         | výhra  | 4–6, 6–3, 7–5, 6–4                  |
| 824. | US Open               | USA         | 8/31  | GS   | venku | tvrdý  | 16 v kole  | Tommy Robredo          | výhra  | 7–5, 6–2, 6–2                       |
| 825. | US Open               | USA         | 8/31  | GS   | venku | tvrdý  | QF         | Robin Söderling        | výhra  | 6–0, 6–3, 6–7(6-8), 7–6(8–6)        |
| 826. | US Open               | USA         | 8/31  | GS   | venku | tvrdý  | SF         | Novak Djoković         | výhra  | 7–6(7–3), 7–5, 7–5                  |
| 827. | US Open               | USA         | 8/31  | GS   | venku | tvrdý  | Finále     | Juan Martín del Potro  | prohra | 6–3, 6–7(5–7), 6–4, 6–7(4–7), 2–6   |
| 828. | ITA vs. SUI, DC Svět  | Itálie      | 9/18  | DC   | venku | antuka | baráž      | Simone Bolelli         | výhra  | 6–3, 6–4, 6–1                       |
| 829. | ITA vs. SUI, DC Svět  | Itálie      | 9/18  | DC   | venku | antuka | baráž      | Potito Starace         | výhra  | 6–3, 6–0, 6–4                       |
| 830. | Basilej               | Švýcarsko   | 11/2  | 500  | hala  | tvrdý  | 32 v kole  | Olivier Rochus         | výhra  | 6–3, 6–4                            |
| 831. | Basilej               | Švýcarsko   | 11/2  | 500  | hala  | tvrdý  | 16 v kole  | Andreas Seppi          | výhra  | 6–3, 6–3                            |
| 832. | Basilej               | Švýcarsko   | 11/2  | 500  | hala  | tvrdý  | QF         | Jevgenij Koroljev      | výhra  | 6–3, 6–2                            |
| 833. | Basilej               | Švýcarsko   | 11/2  | 500  | hala  | tvrdý  | SF         | Marco Chiudinelli      | výhra  | 7–6(9–7), 6–3                       |
| 834. | Basilej               | Švýcarsko   | 11/2  | 500  | hala  | tvrdý  | Finále     | Novak Djoković         | prohra | 4–6, 6–4, 2–6                       |
| — | Paris Masters         | Francie     | 11/8  | 1000 | hala  | tvrdý  | 64 v kole  | volný los              | –      |                                     |
| 835. | Paris Masters         | Francie     | 11/8  | 1000 | hala  | tvrdý  | 32 v kole  | Julien Benneteau       | prohra | 6–3, 6–7(4–7), 4–6                  |
| 836. | ATP World Tour Finals | V. Británie | 11/22 | WC   | hala  | tvrdý  | zs         | Fernando Verdasco      | výhra  | 4–6, 7–5, 6–1                       |
| 837. | ATP World Tour Finals | V. Británie | 11/22 | WC   | hala  | tvrdý  | zs         | Andy Murray            | výhra  | 3–6, 6–3, 6–1                       |
| 838. | ATP World Tour Finals | V. Británie | 11/22 | WC   | hala  | tvrdý  | zs         | Juan Martín del Potro  | prohra | 2–6, 7–6(7–5), 3–6                  |
| 839. | ATP World Tour Finals | V. Británie | 11/22 | WC   | hala  | tvrdý  | SF         | Nikolaj Davyděnko      | prohra | 2–6, 6–4, 5–7                       |
| QF – čtvrtfinále, SF – semifinále, zs – základní skupina kategorie: 250 – ATP 250 Series / 500 – ATP 500 Series / 1000 – Masters Series / GS – Grand Slam / WC – ATP Tour World Championships / DC – Davis Cup |                       |             |       |      |       |        |            |                        |        |                                     |

## Přehled finále
| Legenda                    |
| Grand Slam (2–2 D)         |
| Tennis Masters Cup (0–0 D) |
| ATP Masters Series (2–0 D) |
| ATP World Tour 500 (0–1 D) |
| ATP World Tour 250 (0–0 D) |
| D – dvouhra; Č – čtyřhra   |

| Finále dle povrchu |
| ------------------ |
| tvrdý (1–3 D)      |
| antuka (2–0 D)     |
| tráva (1–0 D)      |

| Finále dle místa |
| ---------------- |
| venku (4–2 D)    |
| hala (0–1 D)     |

### Dvouhra: 7 (4–3)
| stav      | č.  | datum             | turnaj                                | povrch    | soupeř ve finále      | výsledek                            |
| --------- | --- | ----------------- | ------------------------------------- | --------- | --------------------- | ----------------------------------- |
| Finalista | 22. | 1. února 2009     | Australian Open, Melbourne, Austrálie | tvrdý     | Rafael Nadal          | 5–7, 6–3, 6–7(3–7), 6–3, 2–6        |
| Vítěz     | 58. | 17. května 2009   | Madrid, Španělsko (2)                 | antuka    | Rafael Nadal          | 6–4, 6–4                            |
| Vítěz     | 59. | 7. června 2009    | French Open, Paříž, Francie           | antuka    | Robin Söderling       | 6–1, 7–6(7–1), 6–4                  |
| Vítěz     | 60. | 5. července 2009  | Wimbledon, Londýn, VB (6)             | tráva     | Andy Roddick          | 5–7, 7–6(8–6), 7–6(7–5), 3–6, 16–14 |
| Vítěz     | 61. | 23. srpna 2009    | Cincinnati, Spojené státy (3)         | tvrdý     | Novak Djoković        | 6–1, 7–5                            |
| Finalista | 23. | 14. září 2009     | US Open, New York, Spojené státy      | tvrdý     | Juan Martín del Potro | 6–3, 6–7(5–7), 6–4, 6–7(4–7), 2–6   |
| Finalista | 24. | 8. listopadu 2009 | Basilej, Švýcarsko                    | tvrdý (h) | Novak Djoković        | 4–6, 6–4, 2–6                       |

## Finanční odměny

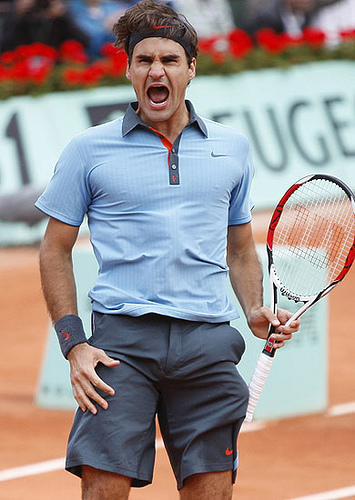
Vítězné emoce v semifinále French Open proti del Potrovi

| Soutěž                    | turnaj                 | finanční odměna |
| ------------------------- | ---------------------- | --------------- |
| Dvouhra                   | Qatar Open             | $50 900         |
| Dvouhra                   | Australian Open        | A$1 000 000     |
| Dvouhra                   | Indian Wells Masters   | $148 100        |
| Dvouhra                   | Miami Masters          | $148 100        |
| Dvouhra                   | Monte-Carlo Masters    | €27 500         |
| Dvouhra                   | Rome Masters           | €103 450        |
| Dvouhra                   | Mutua Madrid Masters   | €585 000        |
| Dvouhra                   | French Open            | €1 060 000      |
| Dvouhra                   | Wimbledon              | £850 000        |
| Dvouhra                   | Canada Masters         | $59 200         |
| Dvouhra                   | Cincinnati Masters     | $443 500        |
| Dvouhra                   | US Open                | $800 000        |
| Dvouhra                   | Davidoff Swiss Indoors | €134 000        |
| Dvouhra                   | BNP Paribas Masters    | €15 200         |
| Dvouhra                   | Tennis Masters Cup     | $360 000        |
| Čtyřhra                   | Indian Wells Masters   | $2 000          |
| Čtyřhra                   | Davidoff Swiss Indoors | €2 925          |
| Přehled                   | výdělek v sezóně       | $8 768 110      |
| Přehled                   | výdělek v kariéře      | $53 362 067     |
| kurziva – turnajový titul |                        |                 |